# Полковой священник

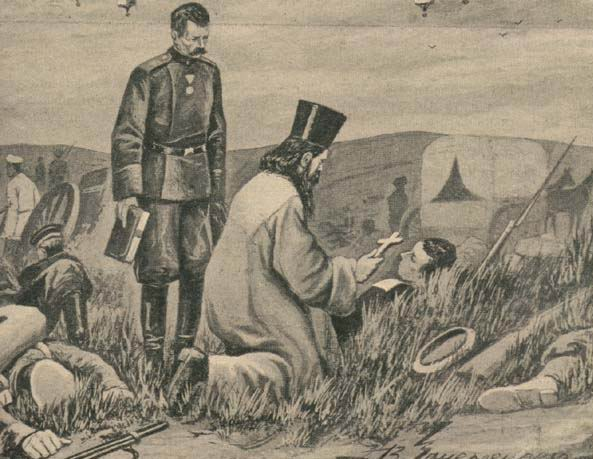
Полковой священник причащает раненого, Русско-японская война 1904—1905 годов

Полковой священник — организатор духовного, нравственного и патриотического воспитания военнослужащих Русской армии.
Являлись частью священнослужителей военного духовенства Российской империи. Нижние чины (гусары, уланы, драгуны, солдаты и так далее) обязаны были отдавать им честь и называть их «Ваше благородие». На военно-морском флоте назывался — судовой священник.

## История

Присяга новобранцев 3-го гренадерского Перновского короля Фридриха-Вильгельма IV полка.

В 1647 году во втором военном уставе «Учение и хитрость ратного строения пехотных людей», изданном Московской типографии в царствование Алексея Михайловича, в главе, определяющей жалование воинским чинам, уже значится полковой священник.
С 1706 года с приходов стал взиматься специальный сбор — подможные деньги — в пользу полковых священников и флотских иеромонахов. До XIX века военные священники подчинялись местному епархиальному начальству по месту расположения частей войск.
В 1797 году во главе всего Военного и морского духовенства в административном и судебном отношениях был поставлен обер-священник армии и флота, ему было поручено «главное начальство» над полковыми священниками. Первым обер-священником русской армии и флота высочайше утверждён протоиерей Павел Озерецковский, ему было дано право прямого доклада Императору, минуя Святейший Синод.
Полковые священники представляли наиболее многочисленный отряд военного духовенства, они приравнивались к офицерам в чине капитан и получали практически полный капитанский рацион: жалованье в сумме 366 рублей в год, столько же столовых, не считая других видов довольствия. За выслугу устанавливались прибавки к жалованью: за 10 лет службы в военном ведомстве — 25 % от жалованья, за 20 лет — половина жалованья.
К концу XIX века в русской армии и на флоте насчитывалось около 5 тысяч лиц из числа военного духовенства. Численный состав священников в русской армии определялся штатами, утвержденными военным министром.
Главной задачей священника в военное время, кроме совершения богослужений, было влияние на свою паству личным примером, твердостью духа в сложнейших ситуациях, стойкостью в исполнении воинского долга. Они участвовали также в принятии присяги новобранцами.

«Полковой священник принимает на себя особенную чрезвычайную миссию во время сражения русского воинства с неприятелем. Священник должен запастись самоотвержением, чтобы, стоя в пылу битвы, быть способным поддерживать в армии надежду на помощь Божию и свои собственные силы, вдохнуть в неё патриотический героизм к Царю и Отечеству», — писал Н. К. Невзоров.
В бою место нахождения полкового священника должно было быть на передовом перевязочном пункте, где скапливались раненые, нуждавшиеся в моральной поддержке и медицинской помощи. Поэтому от священника требовалось помимо выполнения своих прямых функциональных обязанностей уметь выполнять обязанности медперсонала. В случаях необходимости, когда того требовали обстоятельства, полковые священники находились и среди сражающихся.
В русской армии полковыми священниками были священнослужители разных конфессий — христианства, иудаизма, ислама (полковой мулла).

### Современность
24 января 2010 года Министром обороны Российской Федерации — России подписано положение «Об организации работы священнослужителей с военнослужащими в воинских частях Российской Федерации», на основании чего в вооружённых силах вводится должность полковых священников (в тех частях, где существуют для этого предпосылки). Инициатива исходила от Министерства обороны. Независимо от этого, во всех епархиях давно и плодотворно работают отделы по взаимодействию с вооруженными силами России.
В августе 2015 года на заседании Межрелигиозного совета России было рассмотрено предложении о создании неформальных рабочих групп из представителей традиционных религий при помощниках начальников территориальных УФСИН по работе с верующими и воинских частях. Высказываясь относительно состава групп, культуролог Юсуф Малахов отметил, что в штат режимных учреждений для исполнения целей нравственного направления не должны назначаться духовные лица во избежание конфликта интересов различных централизованных организаций, когда каждая из них будет пытаться назначить своего человека, и предложил определить на эти позиции действующих офицеров, которые смогли бы совмещать привычную службу с религиозной деятельностью, тем самым можно избежать и лишних расходов на подготовку новых кадров.

## Известные полковые священники
- Богословский, Андрей Александрович — кавалер четырёх орденов Российской империи (в том числе орден Св. Георгия 4-й степени) и ордена Почётного легиона.
- Васильковский, Василий — первый российский полковой священник, удостоенный высшей военной награды России — ордена Св. Георгия 4-й степени.[7]
- Гратинский, Михаил Андреевич — награждён золотым крестом на Георгиевской ленте.
- Глаголев, Александр Александрович — протоиерей.
- Дудицкий, Михаил Доментьевич — кавалер ордена Св. Георгия 4-й степени (награждён 31 августа 1917 года).[8]
- Иоанникий (Савинов) — состоял на службе на флотском экипаже; четвёртый священнослужитель, удостоенный ордена Святого Георгия 4-й степени.[7][9]
- Иов (Каминский) — второй священник, награждённый орденом Св. Георгия 4-й степени.[7]
- Михайлов, Феодор Матвеевич — награждён золотым наперсным крестом на Георгиевской ленте.[10]
- Никодим (Нагаев) — награждён орденом Св. Георгия 4-й степени и Георгиевским оружием.
- Пятибоков, Иоанн Матвеевич — третий священник, награждённый орденом Св. Георгия 4-й степени.[7]
- Тулупов, Евтихий — кавалер ордена Св. Георгия 4-й степени (награждён 13 сентября 1916 года, посмертно).
- Щербаковский, Стефан Васильевич — пятый кавалер ордена Св. Георгия 4-й степени (награждён 27 ноября 1904 года).